# 渡辺美羽
渡辺 美羽（わたなべ みう、1988年11月12日 - ）は、日本のAV女優。ディクレア（Declare Promotion）所属。

## 略歴・人物
東京都出身。2013年にAVデビュー。
趣味はゲーム、コスプレ、紅茶ブレンド、麻雀、クラシックバレエ。

## 出演作品

### アダルトDVD
2013年
- どしろうとちゃんねる 4（8月1日、MAGIC）
- 私の胸を犯して下さい…。美羽 巨乳の人妻・ハメ撮りSEX泊（8月13日、オーロラプロジェクト）
- 素人の新婚夫婦とはじめ企画的野球拳で勝負して可愛い若奥様を夫の目の前で寝取って大量中出ししちゃいました!!（9月13日、はじめ企画）
- 「私はED夫です。子供が欲しいので、親戚の性欲絶倫ハゲオヤジに妻を抱かせて中出ししてもらい、妊娠させてもらいたいと、お願いに来ました。」（9月20日、クリスタル映像）
- 満員電車で奇跡の巨乳サンドイッチ!!通勤ラッシュ時の激混み車両で偶然にも2人の巨乳娘のデカ乳に顔面を挟まれ窒息寸前だけど超ラッキー!そのあまりにも柔らかいオッパイの感触に我慢出来ず勃起してしまい、それに気付いた2人の巨乳娘が…（11月21日、Hunter）
- 素人お母さん ラップ1枚隔てて息子さんと素股体験してみませんか? 2 すぐ敗れるラップでうっかり生ハメ!近親相姦中出し!（12月5日、アイエナジー）
- 平日10:00〜16:00限定 人妻自宅ソープランド 〜旦那の仕事中にご近所にも内緒で自宅で中出しソープを開業した不貞妻〜（12月19日、ROCKET）
- 人目も気にせず僕のチ○コを狙ってくる美人でエッチな友達の3姉妹（12月19日、SWITCH）
- マジックナンパ! vol.6 仲良しママ友Wナンパ 練馬区の新興住宅地で見つけた若いママ友3組ゲット!!（12月20日、MAGIC）

2014年
- 成城若妻御用達 会員制アロマエステサロン（1月10日、フルセイル）
- 恋人の親友にヤラれたがる女（2月1日、フルセイル）
- スマホアプリ開発会社SEの妖艶人妻(33)。 不倫三昧は職場結婚の旦那といつまでも新鮮で居る為（2月15日、Pandora）※「岩崎菜摘」名義
- おっぱいぷるるん♥ 爆乳お姉さんの揺れ乳跳ね乳（3月13日、アロマ企画）
- 宇宙的濃厚パイズリ 乳房でペニスを摩擦して射精まで導く行為（3月21日、SEX Agent）
- さきっぽ生フェラチオ 〜舌技で悶える亀頭への舐刺激〜（4月18日、SEX Agent）
- ガチオナ 〜自撮りでオナニー映像撮りました〜（4月18日、SEX Agent）
- チ○ポをマ○コに"ナマ"で挿れたまま"ナカ"で射精して過ごせる夢空間 「常に性交」中出し健康ランド（4月24日、SODクリエイト）
- 黒人ハイソな都会で人妻ナンパ ぶ・ら・り途中下車の旅 原宿・新宿編（4月25日、グローバルメディアエンタテインメント）
- 子だくさんの俺なのに、姉は不妊治療中で全く子供が出来ない。 そんな姉が不妊治療仲間の人妻達を集めて毎日俺に無理矢理子作りセックスを迫ってくる（5月10日、V&Rプロダクツ）
- 後背位から淫膣刺激 2（5月16日、SEX Agent）
- 保険勧誘の為の HOW TO枕営業講座 巨乳実践編（6月5日、V&Rプロダクツ）
- 巨乳中出し妻 人には言えない淫乱願望（6月13日、クリームパイ）
- 全国人妻不倫キャラバン vol.05（6月26日、タカラ映像）
- 女の腰は案外よく動く（8月14日、SEX Agent）
- （9月19日、ゑびすさん）
- 女子高生の皆さん!やってTRY! 突撃隊 学校じゃ教えてくれないココまでやる!? 保健体育・性教育! 「教科書だけじゃわからない?やってみましょ!」「えっ!凄い!うわ!気持ちいいぃ」（9月25日、レッド）
- 乳ぐにゃもみオナニー（10月14日、ベリーベリー）
- 乳首舐めレズ（10月17日、AFRO FILM）

2015年
- 激シャブ AV史上初!今までに無かった激烈フェラ映像!（1月1日、ヴィ）
- 某企業の社長室で起こったハレンチ事件! 超絶美人秘書のムチムチお尻に欲情してパンストを破り肉棒をズブリ!中出し! 「もうどうにもガマンならない!欲望のままに生きる!これが男の本能だ!!」（1月25日、レッド）
- おっぱい星人レズビアン（2月17日、レズ革命）
- 完全前戯なし×そそるカラダ限定 十人の人妻とただ、ヤリまくりの四時間（3月15日、PANDORA）
- 優勝賞金100万円&10月発売「羞恥いじめAV」の主役に大抜擢!! 究極のムチャぶり 素人羞恥芸グランプリ2015 優勝者はお前が決めろおおお!! 〜審査員はPCの前のアナタタチです!〜（5月21日、ROCKET）※「宮野麻美」名義
- 監禁 くすぐり 拷問 処刑（7月5日、フェティッシュジャパン）
- レズ 03 腋 ワキ（12月6日、フェティッシュジャパン）

2016年
- HYPER HIGHLEG QUEEN DELUXE（1月25日、デジタルアーク）
- groovin' BODYCONCIOUS ボディコンお立ち台ギャル パンチラダンス（2月7日、デジタルアーク）